# Система контроля давления в шинах

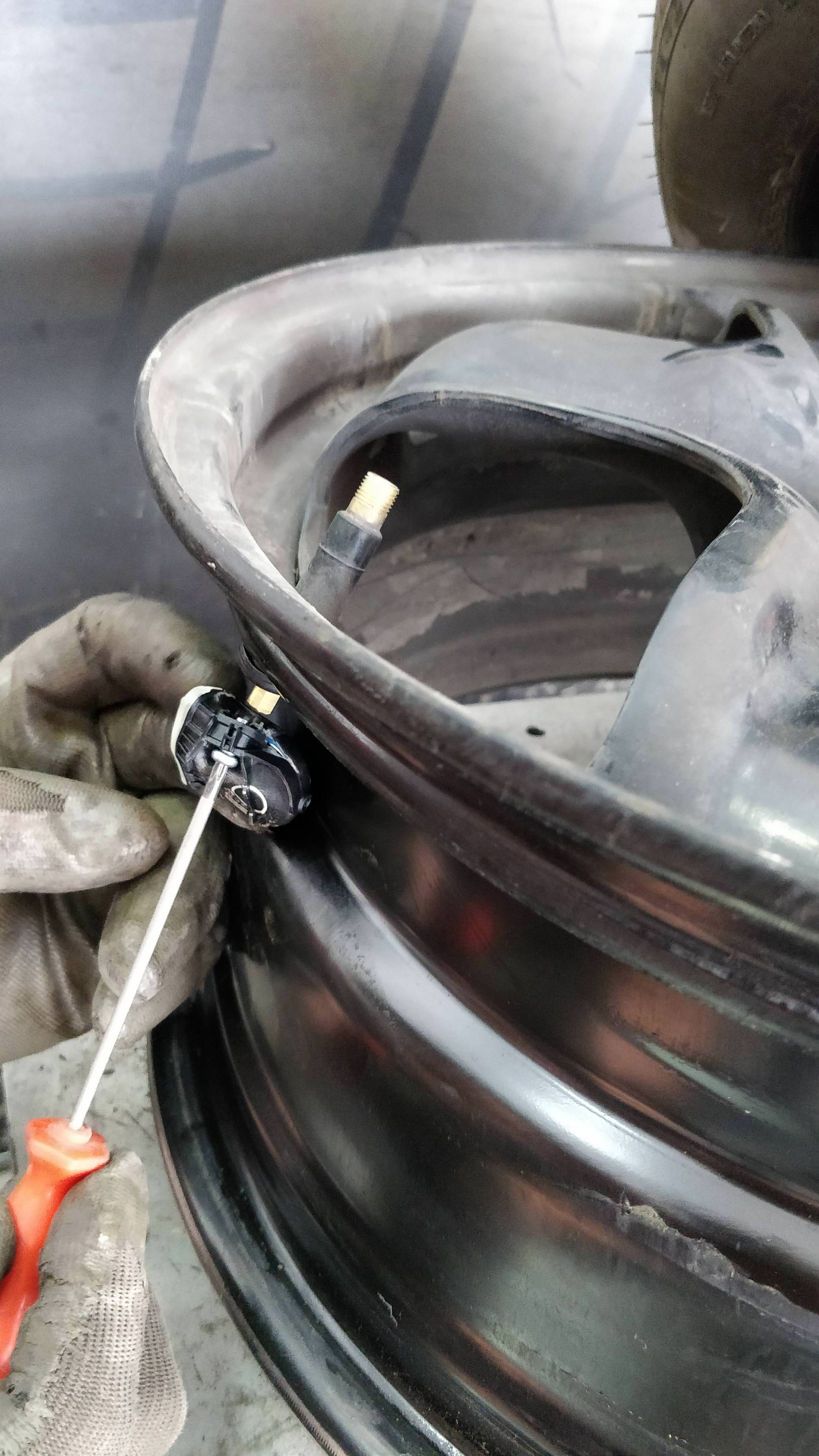
Радиодатчик активного контроля. Активный датчик подключён к ниппелю, который также служит антенной

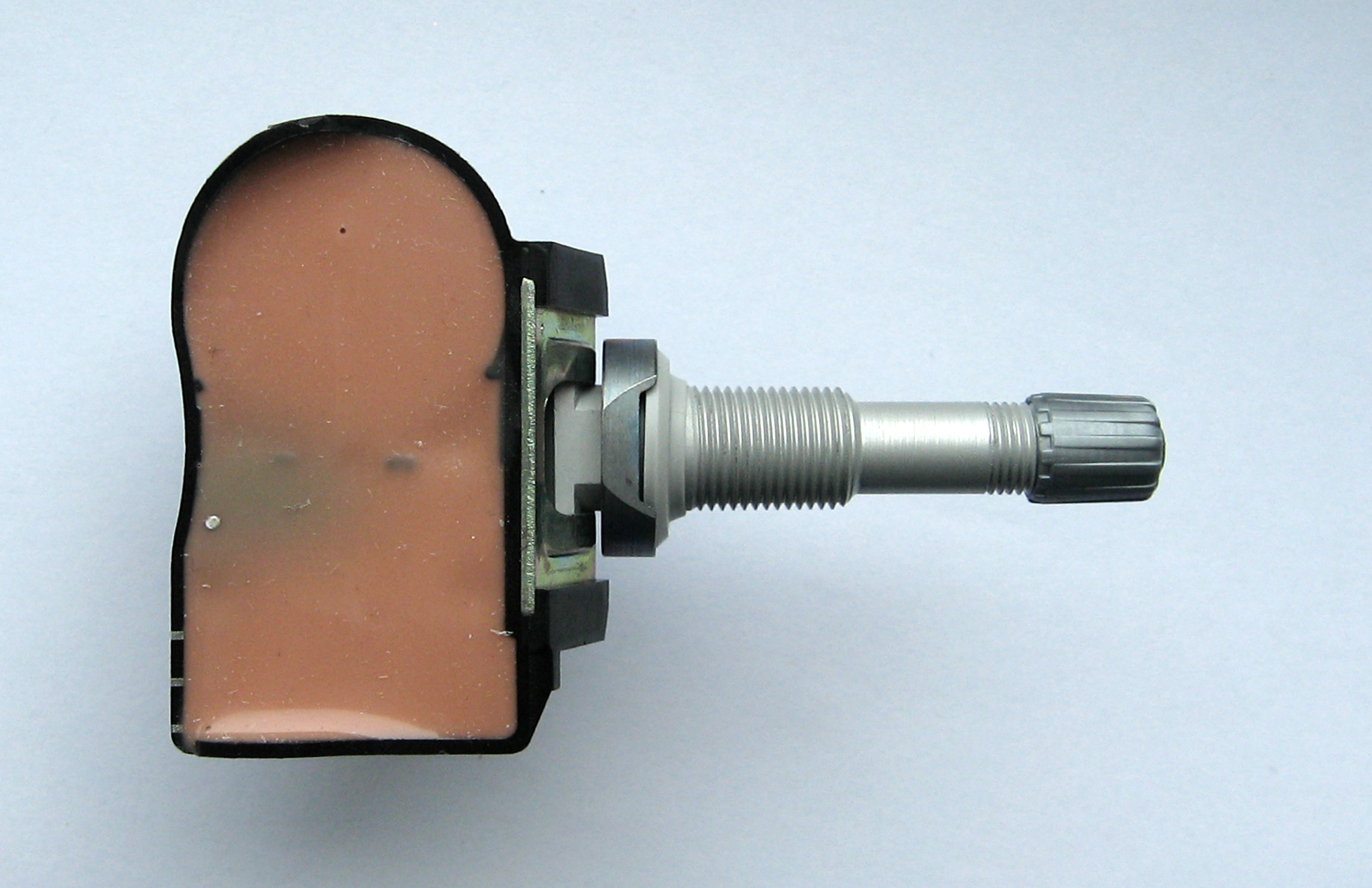
Электроника и источник напряжения залиты герметиком, примерно через 5-10 лет датчик необходимо заменить

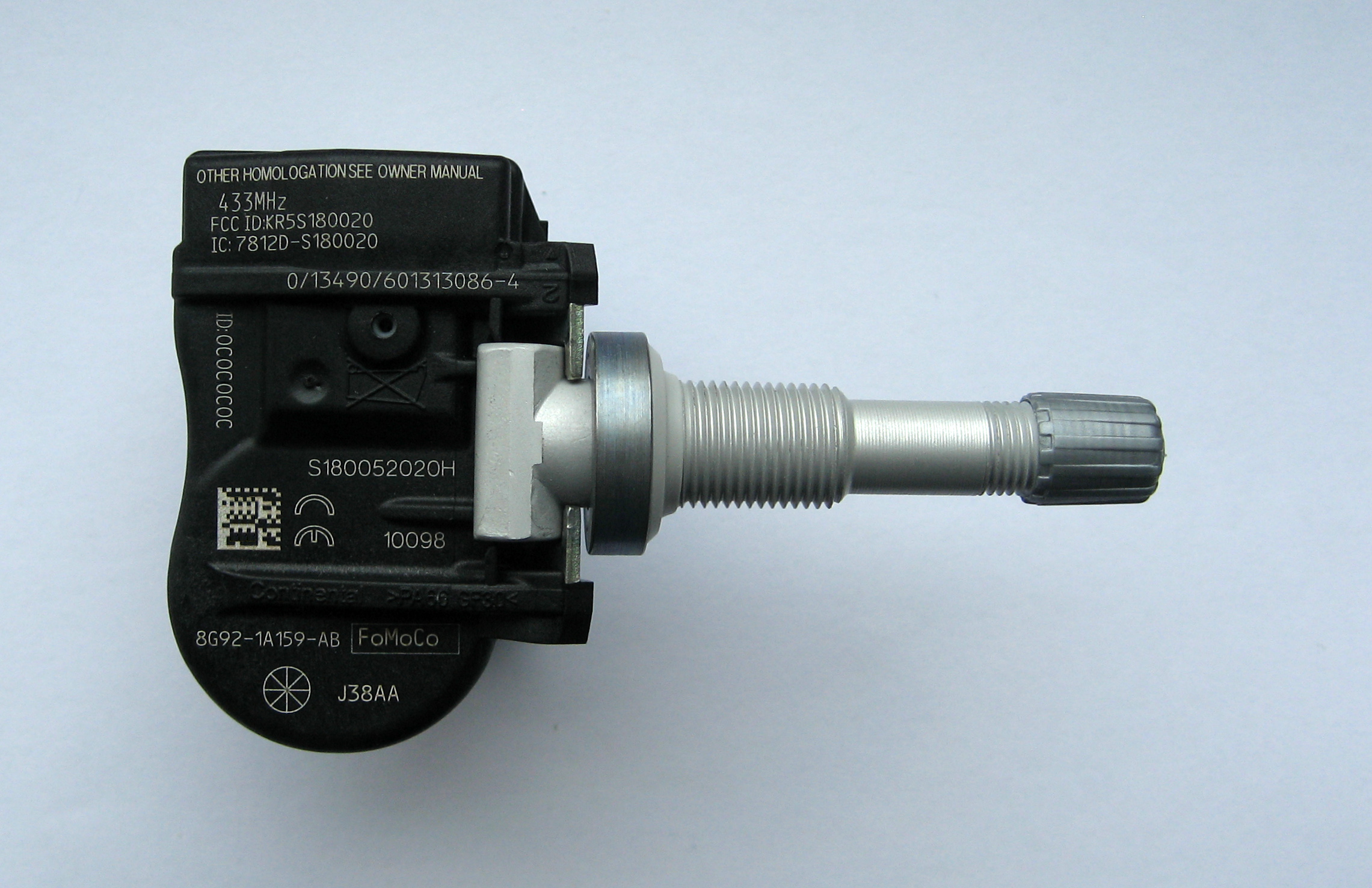
433 MHz

Контрольная лампа TPMS

TPMS (англ. tire pressure monitoring system) — система контроля давления и температуры в шинах автомобиля (СКДШ).
Система предназначена для информирования водителя о падении давления в шинах.

## Принцип работы
Существуют системы контроля косвенные и непосредственные.
Система косвенного контроля давления в шинах является программным расширением блока ABS с системой «ESP/ESC». Используя штатные датчики вращения отдельно для каждого колеса, система постоянно следит за изменениями внешнего радиуса шины, и если давление в шине будет снижено более, чем на 0,5 бара, то система выдаст предупреждение на дисплей панели приборов, а также будет включена жёлтая пиктограмма индикации предупреждения о падении давления в шинах на панели приборов.
Система «TMPS версии II» — имеет ряд преимуществ по сравнению с предыдущей версией «TMPS версии I». Основная разница в том, что «версия I» — выводит на экран сообщение «Проверьте давление в шинах» без указания, в каком именно конкретном колесе было снижено давление шины. Это не всегда удобно, кроме того, «версия I» значительно больше подвержена ложным срабатываниям системы косвенного контроля давления в шинах. В отличие от «версии I», «TMPS версии II» выводит сообщение «Проверьте давление в [конкретном] колесе», что более наглядно и понятно, на какое именно колесо стоит обратить внимание. Для осуществления калибровки давления в этом случае существует кнопка сброса.
При непосредственном контроле специальный датчик измеряет температуру и давление в колесе и с помощью встроенного радиопередатчика малого радиуса действия передаёт информацию на основной блок, установленный возле водителя.
Основной блок обрабатывает полученную информацию по заранее заданным правилам, выводит её на дисплей или подаёт сигнал тревоги.
Разработаны системы, которые охраняют колеса от воровства во время стоянки «Страж колёс». В зависимости от подключения, оповещение происходит, через автомобильный сигнал или на телефон владельца.

## Виды датчиков непосредственного контроля давления в шинах
Существуют системы двух видов:
- с внутренними датчиками;
- с наружными датчиками.

Как следует из названия, одни датчики монтируются внутри колеса, что требует шиномонтажа, другие накручиваются на ниппель вместо защитных колпачков.

### Дополнительные возможности
При использовании системы в промышленных целях, например при дорожно-строительных работах или в карьерах, актуально использование системы удалённого мониторинга. Некоторые СКДШ интегрируются в системы управления транспортом (АСУ ГТК на карьере). Удалённый мониторинг позволяет централизовано принимать решение об остановке машины на подкачку, что позволяет поддерживать использование рабочего времени на оптимальном уровне.